# Jade-Windpark
Der Jade-Windpark ist ein Windpark bei Wilhelmshaven in Niedersachsen. Er wurde ab 1989 als Testfeld für Windkraftanlagen im Gebiet des nördlichen Stadtteils Sengwarden errichtet. Der Windpark ist ca. 5 km von der Innenjade entfernt. Bekannt geworden ist er als Standort verschiedener außergewöhnlicher Typen von Windkraftanlagen wie der Aeolus II und Enercon E-112 sowie des Einflüglers MBB Monopteros M50.

## Technik

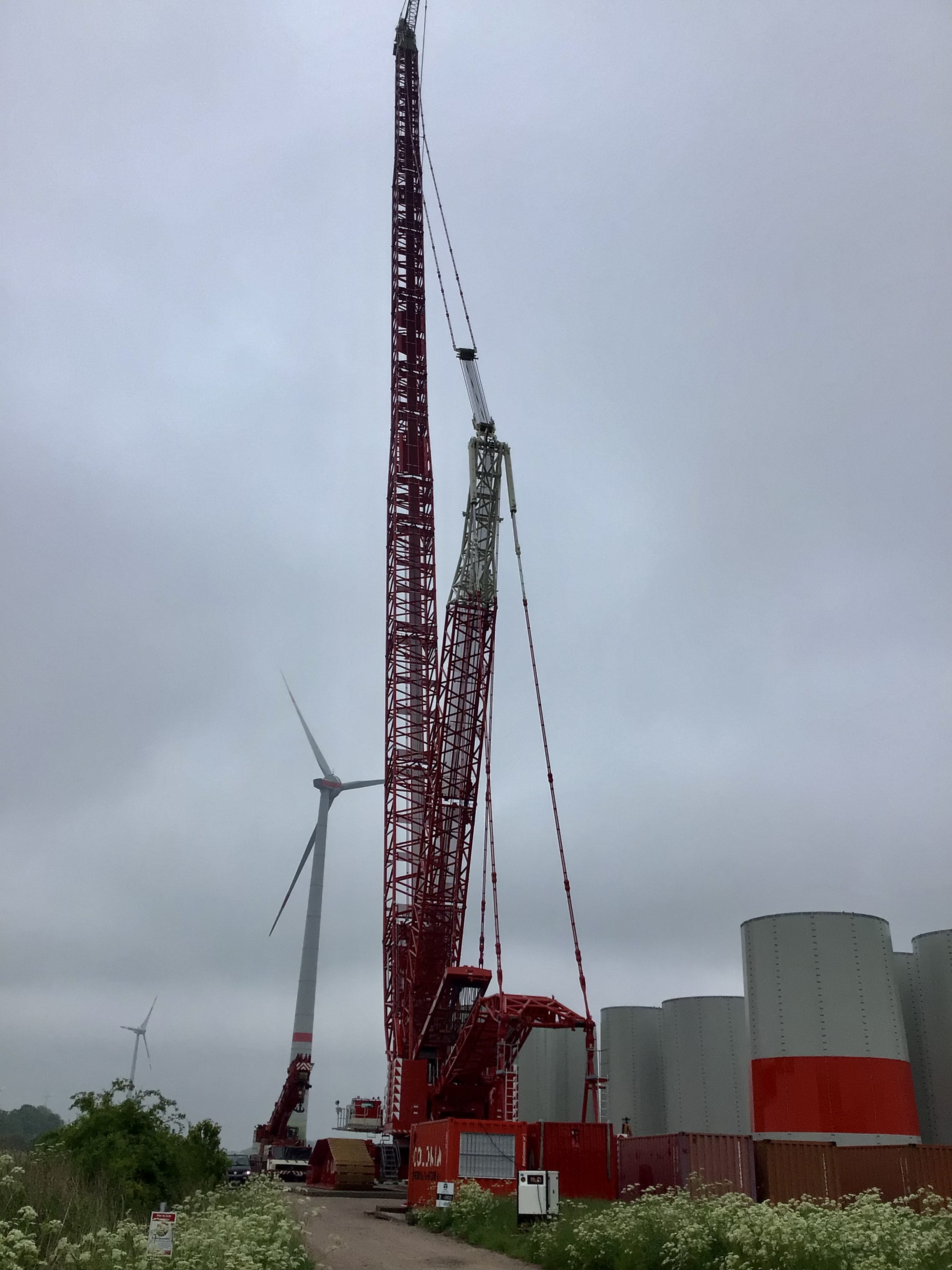
Baustelle der beiden Enercon E-126 EP3 im Juni 2021

Der Jade-Windpark besteht gegenwärtig aus 14 Windkraftanlagen, die hauptsächlich zu Erprobungs- und Messzwecken errichtet wurden.
| Anzahl | Hersteller     | Typ        | Leistung [kW] | Nabenhöhe [m] | Rotordurchmesser [m] | Inbetriebnahme |
| ------ | -------------- | ---------- | ------------- | ------------- | -------------------- | -------------- |
| 2      | Enercon        | E-126 EP3  | 4.000         | 135           | 127                  | 15.11.2021     |
| 2      | eno energy     | eno 114    | 3.500         | 92            | 114                  | 2014, 2015     |
| 3      | Enercon        | E-70 E4    | 2.300         | 98            | 70                   | 2012, 2020     |
| 1      | Enercon        | E-66/20.70 | 2.000         | 98            | 70                   |                |
| 1      | Senvion        | MM82       | 2.050         | 80            | 82                   |                |
| 1      | Vestas         | V90        | 3.000         | 80            | 90                   | 2007           |
| 1      | Nordex         | N80        | 2.500         | 80            | 80                   |                |
| 1      | GE Wind Energy | 2.5xl      | 2.500         | 85            | 94                   | 2009           |
| 1      | Vestas         | V112       | 3.300         | 94            | 112                  | 28.09.2017     |
| 1      | Enercon        | E-115 E2   | 3.200         | 92            | 115                  | 15.06.2018     |

### Ursprünglicher Zustand
Zu den ersten im Jade-Windpark errichteten Windkraftanlagen gehörten drei Anlagen des Typs MBB Monopteros M50 mit Einblattrotor und einer Nennleistung von je 640 kW. Der Rotordurchmesser betrug 56 m bei einer Turmhöhe von 60 m. 2000 wurden diese Anlagen durch die beiden Enercon E-66/18.70 ersetzt. Von Oktober 1993 bis Ende 2007 in Betrieb war die Aeolus II, eine zweiflügelige Windkraftanlage mit einer Nennleistung von 3 MW bei einem Rotordurchmesser von 80 m und einer Turmhöhe von 92 m. Ihr Standort wird heute von der Enercon E-70 eingenommen. Im September 2020 wurden die Türme der beiden Enercon E-66/18.70 gesprengt. Im Oktober 2020 folgte dann der Abriss der Enercon E-112
Weitere, inzwischen wieder demontierte, Windkraftanlagen im Jade-Windpark waren je ein Exemplar der HSW 30 (30 kW), Südwind N 1230 (30 kW), Wind World W3700 (500 kW), Ventis 12-500 (500 kW), AN Bonus 1300/62 (1,3 MW), Tacke TW 1.5s (1,5 MW), Nordex N62 (1,3 MW), Vestas V66 (1,65 MW), Vestas V47 (660 kW), Vestas V80 (2 MW), AN Bonus 2000/76 (2 MW), Enercon E-40/5.40 (500 kW).

## Geschichte

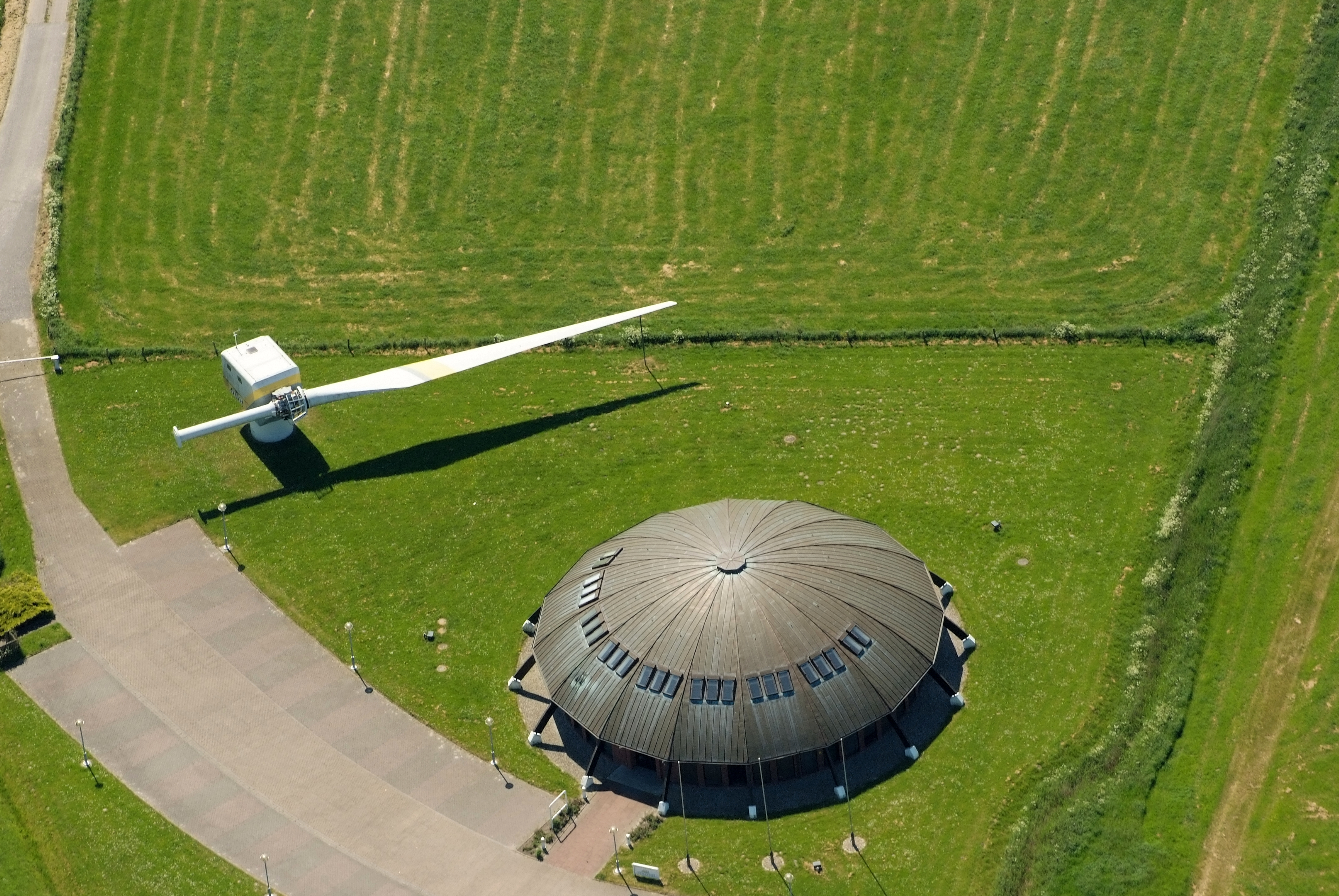
MBB-Einflügler und ehemaliges Informationszentrum

Am 16. Juni 1987 wurde der Grundstein für das Betriebsgebäude des Jade-Windparks gelegt, nachdem die Projektierung bereits im Mai 1986 begonnen hatte. Die
ersten Windkraftanlagen wurden schließlich am 2. November 1989 in Betrieb genommen. Hierbei handelte es sich um drei von der Firma Messerschmitt-Bölkow-Blohm (MBB) hergestellte Einflügler. Betrieben wurden diese durch die Jade Windenergie GmbH, eine Tochterfirma der GEW Wilhelmshaven GmbH. Zum Windpark gehörte außerdem ein (heute ungenutztes) Informationszentrum.
1990 wurde mit Unterstützung des Landes Niedersachsen das Deutsche Windenergie Institut (DEWI) mit Sitz in Wilhelmshaven gegründet. Das DEWI war ursprünglich als Forschungseinrichtung zur Unterstützung der sich entwickelnden Windenergie-Industrie gedacht und nutzt seither den Jade-Windpark als Testfeld für Windkraftanlagen.
Aus einem Joint-Venture zwischen MBB und der schwedischen Kvaerner AB ging die seinerzeit größte und leistungsstärkste Windkraftanlage der Welt, die Aeolus II, hervor. Sie wurde im Oktober 1993 in Betrieb genommen und war einerseits die Weiterentwicklung der Aeolus I und andererseits die Schwesteranlage der Näsudden II, beide auf der schwedischen Ostseeinsel Gotland errichtet. Betreiber der zweiflügeligen Aeolus II war die PreussenElektra, während das DEWI begleitend dazu ein Meßprogramm an der Anlage durchführte. Hierzu diente auch ein neben der Anlage errichteter 130 m hoher Windmessmast.
Eine kommerzielle Weiterentwicklung der Aeolus II zur Aeolus III als in Serie hergestellter Großwindkraftanlage, die konkurrenzfähig zu den zu diesem Zeitpunkt bereits etablierten Anlagen der Leistungsklasse von 500 bis 600 kW sein sollte, war geplant. Hierzu kam es jedoch nicht. Erst ein Jahrzehnt später erreichten industriell produzierte Windkraftanlagen die Nennleistung der Aeolus II (3 MW) in einem Prozess der allmählichen Weiterentwicklung und Leistungssteigerung. Aeolus II blieb indes noch bis Ende 2007 in Betrieb. Am 13. Februar 2008 wurde die Anlage gesprengt.
Neben den drei Monopteros-Anlagen und der Aeolus II errichtet das DEWI 1992 seine ersten Anlagen mit einer Leistung von 5 bis 30 kW. 1997 folgte die Errichtung der ersten serienmäßig hergestellten Windkraftanlagen der Megawatt-Klasse im Jade-Windpark, welche durch die Firmen Nordex und Vestas produziert wurden. Durch das DEWI wurden an diesen Anlagen Leistungskurven-, Schall- und Belastungsmessungen durchgeführt. Zwei Anlagen der Firma Enercon wurden anstelle der drei im Jahr 2001 zurückgebauten Einflügler errichtet.
2003 wurde im Jade-Windpark der zweite Prototyp der Enercon E-112 errichtet. Sie war zu diesem Zeitpunkt die leistungsstärkste Windkraftanlage der Welt. Eine zweite E-112 sollte ursprünglich 2005 nur wenige Kilometer vom Jade-Windpark entfernt als Nearshore-Anlage in der Innenjade vor dem Hooksieler Binnentief errichtet werden. Wegen Problemen mit dem Baugrund beim Einbringen des Fundaments wurde die Anlage dann jedoch an Land im Testfeld der DEWI-OCC Offshore and Certification Centre GmbH bei Cuxhaven aufgestellt.